# Front noir
Pour les articles homonymes, voir Front (organisation).

Drapeau du Front noir.

Le Front noir (en allemand : die Schwarze Front) ou NSKD, de l'allemand National-Sozialistische Kampfgemeinschaft Deutschlands (« Communauté de combat national-socialiste d'Allemagne »), était un parti politique allemand fondé en 1930 par Otto Strasser, après son exclusion du Parti nazi.

## Histoire
En juillet 1930, qualifié par Adolf Hitler d'intellectuel juif et de marxiste incapable de la moindre organisation, Strasser quitte le NSDAP avec vingt-cinq fidèles, annonçant que « les socialistes quittent le NSDAP ». Pour ce dernier, l'aspect anticapitaliste originel du parti a été dévoyé et trahi par Adolf Hitler. N'ayant bénéficié du soutien d'aucun dirigeant nazi d'envergure, et même désapprouvé par son frère Gregor, la scission d'Otto Strasser n'eut pas la moindre répercussion et fut condamnée à rester, selon l'historien Ian Kershaw, une « petite secte de droite ».
La base idéologique du mouvement était constituée par une synthèse de 2 textes : les 14 thèses sur la révolution allemande d'Otto Strasser (1929) et du Principe programmatique des nationaux-socialistes révolutionnaires en 15 points d'un adjoint de Strasser, le commandant Buchdrücker, de 1930. Cela fut adopté par le NSKD lors d'un congrès le 25 et 26 octobre 1930.  Les membres du Front noir se considéraient comme les seuls véritables nationaux-socialistes. Certains furent arrêtés et détenus en camps de concentration après son interdiction le 4 février 1933[réf. nécessaire].
Le Front noir possédait un émetteur radio qui couvrait une partie de l'Allemagne. Le parti a publié un journal, intitulé La révolution allemande, et a adopté le symbole du marteau croisé et de l'épée, qui est encore utilisé aujourd'hui par plusieurs groupuscules strasseristes.
L'organisation a été incapable de s'opposer efficacement au NSDAP. L'aile « socialiste » du Parti nazi a été éliminée en 1934 lors de la Nuit des Longs Couteaux, au cours de laquelle Gregor Strasser, le frère aîné d'Otto, a été tué. Otto Strasser a vécu en exil durant les années du Troisième Reich, d'abord en Tchécoslovaquie et ensuite au Canada. 
Le 8 novembre 1939 à Munich, une bombe explose quelques minutes après que Hitler fut sorti du Bürgerbräukeller où il tenait un meeting. L'explosion provoque la mort de 8 personnes et en blesse 60 autres. Les nazis furent toujours persuadés qu'il s'agissait d'un attentat organisé par le Front noir. Otto Strasser, qui était en Suisse au moment de l'attentat, revint en Allemagne. Il s'avère que cet attentat est le fait d'un individu isolé, nommé Johann Georg Elser, ouvrier, naguère membre du KPD (Kommunistische Partei Deutschlands). D'après l'historiographie récente qui lui a été consacrée, son action semble avoir été guidée par des motivations politiques et philosophiques qui lui étaient propres, sans l'aide d'aucun groupe clandestin de résistance.

## Programme socialisant
Les thèses nationales-socialistes d'Otto Strasser constitueront la base d'une tendance au sein du nazisme, portant le nom de strasserisme.
Cette tendance est perçue comme plus radicale par ses partisans, et trouve les origines de son hostilité aux Juifs, non dans des critères ethniques ou religieux, mais dans une forme d'anticapitalisme et dans l'ultranationalisme.